# هفتوان (سلماس)
هفتوان به روستایی در دهستان زولاچای بخش مرکزی شهرستان سلماس استان آذربایجان غربی ایران است.

## جمعیت
بر پایه سرشماری عمومی نفوس و مسکن در سال ۱۳۹۵ جمعیت این روستا ۸٬۲۰۳ نفر (۱٬۹۳۵خانوار) بوده‌است.

## آثار تاریخی
کلیسای گئورگ مقدس مربوط به اواخر دورهٔ صفوی (سدهٔ ۱۳ میلادی) و در شهرستان سلماس، روستای هفتوان واقع شده است. این اثر در تاریخ ۱۹ اسفند ۱۳۸۰ با شمارهٔ ثبت ۴۸۴۲ به‌عنوان یکی از آثار ملی ایران به ثبت رسیده‌است. این کلیسا در سال ۱۶۵۲ و همچنین پس از زمین‌لرزهٔ ۱۳۰۹ سلماس (۱۹۳۰) بازسازی شده‌است.
و همچنین مسجد جامع  محمد رسول الله هفتوان با بافتی تاریخی که دارد چهره زیبایی را به این روستا بخشیده است.